# الیگومنوره
کَم دَشتانی یا الیگومنوره (به انگلیسی: Oligomenorrhea) یکی از شایعترین اختلالات قاعدگی در سنین باروری است که در این شرایط فواصل قاعدگی افزایش می‌یابد و فرد خونریزی سبک و غیرطبیعی را تجربه می‌کند. به‌طور طبیعی چرخه‌های قاعدگی می‌تواند از ۲۱ روز الی ۳۵ روز متغیر باشند. در الیگومنوره فواصل بین دو سیکل قاعدگی یعنی فاصله روز اول پریودی دوره فعلی تا روز اول پریودی بعدی شما، بیش از ۳۵ روز طول می‌کشد یا فرد در طی یک سال کمتر از نه دوره پریود می‌شود. البته در برخی خانم‌ها حتی ممکن است تا ۹۰ روز هم طول بکشد.

## علائم
پریود نشدن یا بی نظمی‌های گاه به گاه چرخه قاعدگی لزوماً نشانه وجود مشکلی نیست. هورمون‌هایی که بر چرخه قاعدگی تأثیر می‌گذارند، می‌توانند به‌طور موقت تحت تأثیر عوامل مختلفی قرار گیرند و چرخه قاعدگی را تغییر دهند. با این حال، اگر دوره‌های شخص به‌طور ناگهانی تغییر کند و حتی بعد از چند پریودی به حالت عادی بر نگردد باید علت اصلی آن مشخص شود. علائم الیگومنوره شامل موارد زیر است:
- چرخه قاعدگی طولانی مدت بیش از ۳۵ روز
  - داشتن کمتر از نه دوره پریودی در سال
  - چرخه قاعدگی نامنظم
  - دوره‌هایی که سبک‌تر از حد معمول هستند

هنگامی که در پریودهای متوالی خونریزی‌های متفاوتی با شدت‌های مختلف اتفاق می‌افتد، ممکن است علائم دیگری مانند سندرم قبل از قاعدگی، گرفتگی و نفخ نیز نشان دهنده ایجاد الیگومنوره باشد. همچنین ممکن است به هیچ وجه علائم دیگری نداشته باشید. زمانی که دچار الیگومنوره می‌شوید در طول پریودی احتمال دیدن خون به رنگ‌های مختلف مانند قهوه ای تیره، قرمز یا صورتی روشن وجود دارد و حتی ممکن است در پایان دوره شاهد لخته‌های خون یا حالت مخاط مانند روی نوار بهداشتی یا تامپون باشید.

## علت
بیشتر اوقات، این عارضه یکی از اثرات جانبی استفاده از قرص‌های ضدبارداری است که با تأثیرات هورمونی بر بدن از بارداری جلوگیری می‌کنند. برخی از خانم‌ها بعد از شروع استفاده از قرص‌های ضدبارداری، به مدت سه تا شش ماه پریودی‌های سبک تری را تجربه می‌کنند. بعضی اوقات نیز، برای مدتی دوره‌های آنها کاملاً متوقف می‌شود. همچنین زنان جوانی که دائماً ورزش می‌کنند یا درگیر ورزش‌های سنگین هستند ممکن است این شرایط را تجربه کنند. اختلالات خوردن غذا، مانند بی اشتهایی عصبی و بولیمیا نیز می‌تواند باعث بروز این شرایط شود. الیگومنوره به دلیل نوسان سطح هورمون‌ها در دختران نوجوان و خانم‌های پیر نیز شایع است.
این بی نظمی در زنانی که مبتلا به دیابت، مشکلات تیروئید یا سندرم تخمدان پلی کیستیک هستند، مشاهده می‌شود. از طرفی خانم‌هایی که میزان پرولاکتین خون آن‌ها (هورمون تحریک کننده تولید شیر) بالا است ممکن است پریودهای بیش از ۳۵ روز داشته باشند.
داروهای ضد افسردگی، ضد صرع و دارو ضد انعقاد خون مانند آسپرین نیز می‌توانند قاعدگی را کاهش دهند. گاهی نیز علت تأخیر پریودی شما به دلایل گفته شده نیست و در واقع نشانه ای از بارداری است.

## درمان
الیگومنوره به خودی خود بیماری جدی نیست و داروهای هورمونی درمان رایج این اختلال است. در کنار درمان دارویی اصلاح سبک زندگی، اصلاح الگوی غذایی، تنظیم خواب و بیداری و ورزش نیز اهمیت دارد. در طب سنتی هم مصرف داروهای گیاهی تنظیم کننده قاعدگی مانند گیاه پنج انگشت، پونه و رازیانه توصیه می‌شود